# Интернациональная (кимберлитовая трубка)
Кимберли́товая тру́бка «Интернациона́льная» — кимберлитовая трубка в Якутии, на территории Мирнинского района. Была открыта 4 июня 1969 года Владимиром Степановичем Мокеевым.
Трубка находится неподалеку от города Мирного, в верховьях ручья Маччоба-Салаа и ручья Улахан-Юрях, которые являются правыми притоками реки Ирелях. Она находится на территории Малоботуобинского алмазного района.

## История
Трубка была открыта в 1969 году и получила
название «Интернациональная» в честь прошедшего 5—17 июня 1969 г. в Москве Международного совещания коммунистических и рабочих партий.
С 1971 по 1980 год её разрабатывали надземным способом, с 1999 года началась добыча алмазов подземным способом.
Подземный рудник «Интернациональный» начал работу в 1999 году и в 2002 году вышел на полную проектную мощность в 600 тысяч тонн руды в год. В 2014 году рудник добыл 3,862 миллиона карат алмазов. Открытая добыча на месторождении была завершена в 2011 году. Алмазы «Интернационального» уникальны по своим ювелирным качествам и особенно ценятся на мировом рынке. Рудник имеет самое высокое содержание алмазов в руде. С содержанием на уровне 8,09 карат на тонну его запасов достаточно для ведения добычи в течение следующих 27 лет.

Добыча на руднике «Интернациональный» ведётся с использованием механизированной слоевой системы разработки с закладкой. Отбойка руды выполняется комбайнами. Погрузочно-доставочные машины доставляют руду до рудоспусков, затем она транспортируется в вагонетках по откаточному горизонту до капитального рудоспуска, через который руда поступает в основной ствол и затем выдаётся на поверхность.
В марте 2002 года в карьере трубки «Интернациональная» добыт алмаз «Президент» весом 79,9 карат.
В 1979 году в карьере трубки «Интернациональная» был добыт крупный ювелирный алмаз весом 61,10 карата, названный в честь краеведа и учителя школы г. Вилюйск Петра Хрисанфовича Староватова, который одним из первых предсказал возможность открытия алмазных месторождений в бассейне р. Вилюй.

## Геология
В трубке самое высокое среди разрабатываемых ныне коренных месторождений содержание алмазов. Большая часть алмазов из трубки бесцветна, их количество достигает 70,7 %. Среди алмазов 63 % являются октаэдрами, остальные 9 и 18 % процентов являются ромбододекаэдрами и кристаллами комбинационных форм. К моменту начала разработки трубки в ней было около 100 миллионов карат алмазов.
Породы трубки является автолитовой кимберлитовой брекчией, имеющей мелкопорфировую структуру.
Породы трубки находятся в слоях раннего юрского, а также кембрийского и раннего ордовикского периода.

## Статистика
|                   | 2012 | 2013 | 2014 | 2015 | 2016 | 2017 | 2018 | 2019 | 2020 | 2021 |
| ----------------- | ---- | ---- | ---- | ---- | ---- | ---- | ---- | ---- | ---- | ---- |
| Алмазы, млн карат | 4,0  | ▲4,2 | ▼3,7 | ▲4,2 | ▼3,8 | —    | ▼3,0 | ▼2,2 | ▲3,2 | ▼2,2 |

## Топографические карты
Лист карты P-49-XVII,XVIII. Масштаб: 1 : 200 000. Указать дату выпуска/состояния местности.